# Elvan
Elvan est une zone non incorporée dans le comté de Loudoun, en Virginie, aux États-Unis. Initialement connu sous le nom de « Jumbo », Elvan est situé sur Elvan Road, dans le nord du comté de Loudoun.